# بی‌بی‌سی لایف استایل

لوگو

بی‌بی‌سی لایف استایل یک شبکه جهانی تلویزیونی است. این کانال در شش موضوع غذا و تغذیه، خانه و خانه‌داری، طراحی و دکور، سلامت و پزشکی، سبک و مد و بهبود و ارتقاء زندگی به ارائه برنامه مشغول می‌باشد. این شبکه نخستین بار در جولای ۲۰۰۷ و از طریق میو تی‌وی و در سنگاپور شروع به کار کرد. این شبکه همچنین در دسامبر ۲۰۰۷ در کانال تلویزیونی نَو تی‌وی در هنگ کنگ و تسیفرووی پولست در لهستان شروع به پخش برنامه کرد. دی‌اس‌تی‌وی آفریقای جنوبی  و اواس‌ان در جهان عرب نیز در سپتامبر ۲۰۰۸ شروع به پخش برنامه‌های بی‌بی‌سی لایف استایل کردند.

## برنامه‌ها
- انتیکز رودشو
- آسان بپزید
- اشپزخانه ساحلی
- بفرمایید شام (مسابقه تلویزیونی)
- چالش غذای روزمر
- غذاهای فرانسوی در خانه
- گوکز فشن فیکس
- هلمز در خانه‌ها
- خانه‌ها در زیر ضربه چکش
- آشپزی ساده هندی
- آشپزی نوین اسکاندیناوی
- روز کامل
- تاریخچه نان و نانوایی در آمریکا
- آشپز خوب